# Lalouret-Laffiteau
 Lalouret-Laffiteau  là một xã thuộc tỉnh Haute-Garonne trong vùng Occitanie tây nam nước Pháp. Xã này nằm ở khu vực có độ cao trung bình 410 mét trên mực nước biển.